# Ferruccio Novo
Ferruccio Novo (Turín, Italia, 22 de marzo de 1897-Laigueglia, Italia, 8 de abril de 1974) fue un empresario, dirigente deportivo, jugador y entrenador de fútbol italiano. En su etapa como jugador profesional se desempeñaba como defensa.
Fue presidente del Torino desde 1939 hasta 1953, y principal armador del histórico equipo conocido como Il Grande Torino. Durante su mandato, el club turinés vivió su época dorada, al conseguir cinco campeonatos italianos (cuatro consecutivos) y una Copa Italia.
También entrenó a Italia como presidente de la comisión técnica en la Copa del Mundo de 1950, quedando afuera en la fase de grupos. Cabe destacar que el combinado italiano perdió la mayoría de sus jugadores titulares en la Tragedia de Superga, accidente aéreo ocurrido en 1949, en el que fallecieron 18 jugadores del Torino, junto con dirigentes, entrenadores y periodistas, sin ningún sobreviviente.

## Equipos

### Como jugador
| Equipo | País   | Año |
| ------ | ------ | --- |
| Torino | Italia | ¿-? |

### Como entrenador
| Equipo             | País   | Año       |
| ------------------ | ------ | --------- |
| Selección nacional | Italia | 1949-1950 |

## Palmarés

### Distinciones individuales
| Distinción                                                    | Año  |
| ------------------------------------------------------------- | ---- |
| Incluido en el Salón de la Fama del Fútbol Italiano (póstumo) | 2014 |

## Condecoraciones
| Distinción                          | Año  |
| ----------------------------------- | ---- |
| Estrella de oro al mérito deportivo | 1968 |